# Roger Gutiérrez
Roger Gutiérrez est un boxeur vénézuélien né le 11 avril 1995 à Maracaibo.

## Carrière
Passé professionnel en 2013, il devient champion du monde des poids super-plumes WBA régulier le 2 janvier 2021 en battant aux points Rene Alvarado puis champion à part entière le 28 août 2021 après que Gervonta Davis laisse son titre de super-champion vacant. Il est en revanche battu par Héctor Luis García le 20 août 2022.